# Patricia Owens
Patricia Owens (ur. 17 stycznia 1925, zm. 31 sierpnia 2000) – amerykańska aktorka, córka Arthura Owensa.

## Życiorys
Patricia Owens urodziła się 17 stycznia 1925 roku w Kanadzie w rodzinie brytyjskich imigrantów; gdy miała osiem lat, rodzina przeniosła się do Wielkiej Brytanii. W 1943 roku  zadebiutowała w filmie; wystąpiła w Miss London Ltd Vala Guesta. W następnym roku wystąpiła w epizodzie w satyrze Harolda Frencha English Without Tears, a w ciągu kolejnych lat jej kariera stanęła w miejscu.
Popularność zdobyła, kiedy dostrzegli ją pracownicy 20th Century Fox i podpisała kontrakt na występy w filmach kręconych w Hollywood. Po raz pierwszy w USA zagrała w filmie Island In the Sun z 1956 roku. W następnym roku grała z Marlonem Brando w Sayonara. Jej najbardziej znaną rolą jest postać Helene Delambre w filmie Mucha z 1958 roku. Późniejsze filmy z jej udziałem nie odniosły sukcesu; rzadko pojawiała się w telewizji. Po raz ostatni zagrała epizodyczną rolę w serialu Lassie w 1968 roku.
Zmarła 31 sierpnia 2000 roku w Lancaster w Kalifornii.

## Wybrana filmografia
- 1968: The Destructors jako Charlie
- 1965: Spacer po linie jako Ellen Sheppard
- 1961: Gunfight at Black Horse Canyon jako Katherine
- 1959: Cienista droga jako Joyce
- 1958: Mucha jako Helene Delambre
- 1957: Wszystko na kredyt jako Jean Martin[3]